# 민정 (배우)
민정(1989년 4월 21일 ~ 2020년 12월 18일)은 대한민국의 배우다. 지나, 진아라는 예명도 사용한 바 있다.

## 작품
최소 80여개 작품에 출연했다.
- 착한 친구 아내 (2019)
- 내 아내의 엄마 (2019)
- 아내의 음란한 유혹 (2019)
- 대리남편 (2020)
- 맛있는 너가 합격 (2020)
- 마녀 마음을 듣는 소녀 (2020)
- 이모네 미용실 문 닫는 날 (2021)